# Biberbach, Amstetten
Biberbach là một thị trấn ở huyện Amstetten trong bang Niederösterreich ở nước Áo. Đô thị này có diện tích 26,37 km², dân số năm 2001 là 2149 người.